# Eriogonum villiflorum
Eriogonum villiflorum är en slideväxtart som beskrevs av Asa Gray. Eriogonum villiflorum ingår i släktet Eriogonum och familjen slideväxter. Inga underarter finns listade i Catalogue of Life.